# Ancyloscelis ecuadorius
Ancyloscelis ecuadorius là một loài Hymenoptera trong họ Apidae. Loài này được Friese mô tả khoa học năm 1904.